# 二氧化氮
二氧化氮（化学式：NO2），是氮氧化物之一。室温下有刺激性气味的红棕色顺磁性气体，易溶于水，溶於水部分生成硝酸和一氧化氮。二氧化氮吸入后对肺组织具有强烈的刺激性和腐蚀性。作为氮氧化物之一的二氧化氮，是工业合成硝酸的中间产物，每年有大约几百万吨被排放到大气中，是一种主要的大气污染物。
二氧化氮是一种有毒气体，大量吸入可以致命。煤气炉在烹饪过程中会释放二氧化氮，进而降低室内空气质量。煤气燃烧会导致室内二氧化氮浓度升高，从而增加人类患呼吸系统疾病的风险。人类对二氧化氮的LC50（半数致死量）估计为174ppm，在该浓度下，如果人类暴露于二氧化氮中1小时，预计有50%的人会因中毒而死亡。

## 制备
工业上用空气中的氧气氧化一氧化氮制取二氧化氮：
{\displaystyle {\rm {2NO+O_{2}\rightarrow 2NO_{2}}}}
在实验室中，可以通过金属硝酸盐的热分解反应制备少量的二氧化氮：
{\displaystyle {\rm {2Pb(NO_{3})_{2}\rightarrow 2PbO+4NO_{2}\uparrow \,+O_{2}\uparrow \,}}}
也可以通过五氧化二氮的热分解来制备NO2。五氧化二氮可以通过硝酸脱水得到。
{\displaystyle {\rm {2HNO_{3}\rightarrow N_{2}O_{5}+H_{2}O\,}}}
{\displaystyle {\rm {2N_{2}O_{5}\rightarrow 4NO_{2}+O_{2}\uparrow \,}}}
生成的气体冷凝以除去硝酸，再通过五氧化二磷干燥，便得到较纯净的二氧化氮。
铜与濃硝酸也可以生成二氧化氮：
{\displaystyle {\rm {Cu+4HNO_{3}\rightarrow Cu(NO_{3})_{2}+2NO_{2}\uparrow +2H_{2}O}}}
硝酸光照也會產生二氧化氮：
{\displaystyle {\rm {4HNO_{3}\rightarrow 2H_{2}O+4NO_{2}+O_{2}\,}}}

## 结构
二氧化氮是含有大π键结构的典型分子。大π键含有三个电子，其中两个进入成键π轨道，一个进入非键π轨道。NO2是一个顺磁性弯曲型的分子，对称点群为C2v。ONO键角为134.3°（可通过Walsh图来解释），N-O键长119.7pm。
二氧化氮分子含有一个未成对电子，因此它的很多反应类似于自由基。比如，它很容易发生二聚，且在有机合成中用作硝化剂，可以从饱和烃中夺取氢（见下面的反应），也可以与不饱和烃或芳香烃发生加成反应。
{\displaystyle {\rm {RH+NO_{2}\rightarrow R\cdot +HONO}}}

## 反应

### 主要反应
150 °C时二氧化氮分解放出氧气。该反应是一个吸热反应（ΔH = 114 kJ/mol）。
{\displaystyle {\rm {2NO_{2}\rightarrow 2NO+O_{2}\,}}}
二氧化氮中的N-O键键能较低，故它是一个很好的氧化剂。特定条件下可以将氯化氢、一氧化碳等还原剂氧化。有时与烃混合后，会使烃类发生爆炸性燃烧。
与水反应歧化生成硝酸。该反应是工业上用氨制硝酸（奥斯特瓦尔德制硝酸法）的反应之一。
{\displaystyle {\rm {3NO_{2}+H_{2}O\rightarrow NO+2HNO_{3}\,}}}
溶于氢氧化钠溶液歧化生成亚硝酸钠与硝酸钠，该反应是除去实验中二氧化氮尾气的常用反应。這是個歧化反應。
{\displaystyle {\rm {2NO_{2}+2NaOH\rightarrow NaNO_{3}+NaNO_{2}+H_{2}O\,}}}
与一氧化氮溶于氢氧化钠溶液归中生成亚硝酸钠
{\displaystyle {\rm {NO+NO_{2}+2NaOH\rightarrow 2NaNO_{2}+H_{2}O\,}}}
光照或加热时，硝酸可以分解出二氧化氮，这就造成了大多数硝酸样品所特有的黄色：
{\displaystyle {\rm {4HNO_{3}\rightarrow 4NO_{2}\uparrow +2H_{2}O+O_{2}\uparrow \,}}}
NO2与金属氧化物反应生成无水金属硝酸盐：
{\displaystyle {\rm {MO+3NO_{2}\rightarrow 2M(NO_{3})_{2}+NO\uparrow \,}}}
烷基和金属碘化物也可以通过类似的反应生成相应的硝酸酯和硝酸盐：
{\displaystyle {\rm {TiI_{4}+8NO_{2}\rightarrow Ti(NO_{3})_{4}+4NO\uparrow +2I_{2}}}}
{\displaystyle {\rm {2CH_{3}I+4NO_{2}\rightarrow 2CH_{3}ONO_{2}+2NO+I_{2}}}}

### 聚合反应

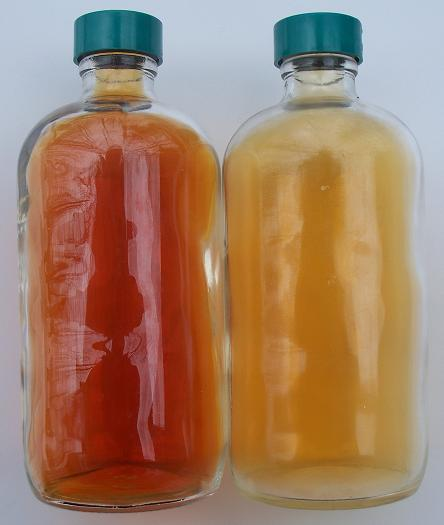
图中显示不同温度下相同的N_{2}O_{4}-NO_{2}混合物的颜色，左瓶温度高于右瓶。

NO2（红棕色顺磁性气体）很容易聚合。通常情况下与其二聚体形式——四氧化二氮（无色抗磁性气体）混合存在，构成一种平衡态混合物。
{\displaystyle {\rm {2NO_{2}\rightleftharpoons N_{2}O_{4}}}}；{\displaystyle {\rm {\ \Delta H=-57.23kJ/mol}}}
NO2到N2O4是个放热反应，因此顺磁性的NO2单体在高温时稳定。在低温下，二氧化氮（NO2）气体转化为无色的四氧化二氮（N2O4）气体；在高温下，由N2O4转变回NO2。无色抗磁性的N2O4可以通过在–11.2°C的熔点熔化它的固体而得到。 固态时（凝固点以下），混合物几乎全部为四氧化二氮，二氧化氮占0.1%不到。温度高于140 °C时，则全部解离。

## 污染及毒性
二氧化氮會刺激眼睛、鼻、咽喉及呼吸道的黏膜，接觸低濃度的二氧化氮會令支氣管過敏及加劇哮喘病人對致敏原的反應。此外，二氧化氮亦會令慢性呼吸系統疾病患者的病情惡化。長時間接觸二氧化氮可能會減弱肺部功能以及降低呼吸系統抵抗疾病的能力。
空气中的二氧化氮可由大多数燃烧过程生成。在高温下，氮气與氧气结合而产生二氧化氮：
{\displaystyle {\rm {2O_{2}+N_{2}\rightarrow 2NO_{2}}}}
最重要的NO2排放源是内燃发动机，火力发电厂，以及制浆厂。大气核试验也是二氧化氮的一个来源。这也是核爆时蘑菇云略带红色的缘故。 这些过程都需要吸入大量的空气来帮助燃烧，从而将氮气引入到高温的燃烧反应中，最终产生了氮氧化物。因此，控制氮氧化物要求精细的控制为助燃而吸入的空气量。
二氧化氮对大气化学（比如对流层臭氧的形成）有影响。一项由加州大学圣地亚哥分校的研究者发表的结果显示空气中NO2的浓度与嬰兒猝死症有一定联系。 